# 斯堪尼龍屬
斯堪尼龍（學名：Scanisaurus）意為「斯堪尼亞蜥蜴」，是蛇頸龍亞目的一屬。在1996年，科學家將斯堪尼龍歸類於白堊龍科。與長喙龍科相比，斯堪尼龍的頭部較大，頸部較短。斯堪尼龍生存於白堊紀晚期的瑞典。斯堪尼龍的目前狀態為疑名。